# بو أندرسون (لاعب كرة يد)
بو أندرسون (بالسويدية: Bo Andersson)‏ (15 مارس 1951 في السويد - ) هو لاعب كرة يد السويد. شارك في الألعاب الأولمبية الصيفية 1972. ولعب مع نادي إسكيلستونا جويف لكرة اليد.

## وصلات خارجية
- بو أندرسون على موقع أوليمبيديا (الإنجليزية)
- بو أندرسون على موقع اللجنة الأولمبية السويدية (السويدية)